# جیز لی
جیز لی (انگلیسی: Jiz Lee؛ زاده ۳۰ اکتبر ۱۹۸۰) یک بازیگر پورنوگرافی اهل ایالات متحده آمریکا است.